# Supercoppa olandese 2022 (pallavolo femminile)
La Supercoppa olandese 2022, 31ª edizione della Supercoppa nazionale di pallavolo femminile, si è svolta il 23 dicembre 2022: al torneo hanno partecipato due squadre di club olandesi e la vittoria finale è andata per la prima volta all'Utrecht.

## Regolamento
La formula ha previsto una gara unica.

## Squadre partecipanti
| Squadra    | Qualificazione                                              |
| ---------- | ----------------------------------------------------------- |
| Sliedrecht | Vincitrice Coppa dei Paesi Bassi 2021-22/Eredivisie 2021-22 |
| Utrecht    | Finalista Coppa dei Paesi Bassi 2021-22                     |

## Torneo
| 23 dicembre 2022 Sporthal De Basis, Sliedrecht Durata: ? - Spettatori: ? | Sliedrecht | 1 - 3 | Utrecht | 26-28, 23-25, 25-9, 14-25 |